# Sindicato Único de Trabajadores Informáticos de la República Argentina

## Historia
SUTIRA se fundó en 2011 y obtuvo su inscripción gremial el 22 de diciembre de 2013. Además de la inscripción gremial, ese mismo año SUTIRA firmó un Convenio Colectivo de Trabajo con la Cámara de Empresas de Software y Servicios Informáticos (CESSI). Dicho contrato nunca fue respetado por la cámara. Debido al incumplimiento del mismo, el 20 de mayo de 2015 Julián Rousselot, secretario general de SUTIRA, acompañado por Gastón Ferretti, apoderado de la entidad sindical, presentaron una denuncia ante el Ministerio de Trabajo, Empleo y Seguridad Social contra CESSI por incumplimiento de Convenio Colectivo firmado el 27 de diciembre de 2013.

## Participaciones
SUTIRA presentó nuevos planes de trabajo (marzo de 2014)
Parte del equipo de SUTIRA encabezado por Julián Rousselot, secretario general, estuvo reunido con el Ministro de Trabajo Carlos Tomada analizando las distintas problemáticas del sector. Le presentaron al Ministro los planes de trabajo de SUTIRA y cómo estos aportarían para mejorar las condiciones de todos los trabajadores informáticos. «Hay mucho por hacer, seguimos trabajando fuertemente» declaró Rousselot al finalizar el encuentro.
SUTIRA en San Luis digital (octubre 2014)
El Sindicato Único de Trabajadores Informáticos de la República Argentina participó en la octava edición de San Luis Digital, la feria tecnológica que reunió durante tres días a los principales referentes del sector en Potreros de los Funes, San Luis.
La delegación del gremio, encabezada por el secretario general Julián Rousselot, asistió al evento del sector TI y mantuvo reuniones con diversos dirigentes sindicales de la provincia, para interiorizarse sobre las problemáticas de los agentes informáticos y comenzar a delinear políticas de acción en conjunto. A su vez, muchos trabajadores informáticos de San Luis, así como de provincias del cuyo argentino y visitantes cordobeses, se acercaron al stand de SUTIRA para dialogar con los dirigentes del gremio e informarse sobre los beneficios y actividades que ofrece la organización sindical.
En declaraciones a distintos medios, el titular del sindicato informático se mostró muy satisfecho con la experiencia en tierras puntanas y confirmó que «se avanzó en la posibilidad de inaugurar en la brevedad una delegación de SUTIRA en San Luis». Al mismo tiempo, ratificó el compromiso de la entidad sindical para realizar actividades en forma conjunta con las organizaciones gremiales locales.
El propio Rousselot fue uno de los expositores de la feria internacional, donde disertó sobre la situación de la actividad y la realidad de los trabajadores, haciendo principal hincapié en la ecuación empresas, gobierno y sindicato. Durante su participación, también resaltó cuáles son los desafíos que tiene la industria y las claves para poder desarrollar un futuro que incluya a todos los actores en pie de igualdad.
San Luis Digital 2014 se desarrolló en la localidad de Potreros de los Funes, San Luis, desde el 10 al 12 de octubre, y reunió a los principales exponentes de la industria tecnológica, en lo que ya significa un clásico evento para los protagonistas del sector informático. Entre los principales oradores se destacaron Jonas Kjellberg, Grant Imahara, Pablo Larguía, Pablo Vittori, Ariel Aguilar, Leontxo García y Alejandro Piscitelli, entre otros.
Anomalías en el Sistema de BUE en comicios de Salta (abril de 2015)
Puede leer el informe completo en la página oficial de SUTIRA.

## Misión
Las actividades de este Sindicato irán encaminadas a defender, proteger y promocionar los intereses sociales, económicos, laborales, culturales y profesionales de los trabajadores informáticos de todo el territorio nacional.
Constituyen fines del Sindicato:
- La defensa de las profesiones de los trabajadores informáticos.
- La representación, defensa, protección y promoción de los intereses sociales, laborales, económicos, profesionales y culturales de sus afiliados.
- El fomento de la solidaridad entre los afiliados y la creación de servicios comunes a tales efectos.
- La programación de acciones reivindicativas y la organización de una constante labor formativa y de promoción de sus afiliados, en el orden económico, social, laboral, profesional, administrativo, científico y cultural, prestando particular atención a la defensa de la profesión, de los puestos de trabajo y a la consecución del pleno empleo.
- La defensa de la calidad en todos los desarrollos, tanto software como hardware, de las soluciones informáticas realizadas en el ámbito nacional.
- La defensa del fomento por parte de la Administración del Estado y de la Empresa Privada de proyectos dedicados a la investigación, desarrollo e innovación en materia informática.
- La defensa de la dignidad profesional de los ingenieros, ingenieros técnicos en informática y todos los informáticos de oficio, así como de sus homologados por la autoridad competente, entendiendo ésta como la independencia y el respeto en su ejercicio profesional de acuerdo, en todo caso, con las normas legales vigentes en cada momento.
- Todas las actividades que tiendan a estimular, desarrollar y perfeccionar, la profesionalidad de las personas afiliadas, contribuyendo de esta manera a su promoción y formación y, en general, cualesquiera otros fines que encuentren su base en lo dispuesto en la Ley Orgánica a que se acogen.
- La defensa, junto a otros sectores sociales, de políticas socio-laborales que avancen hacia el reparto de la riqueza y el trabajo en el conjunto de la población.
- La profundización de la democracia y la exigencia de una legislación que recoja los derechos conquistados por los trabajadores y trabajadoras a lo largo de la historia y que avance en la ampliación de estos derechos y de las libertades sindicales.
- La consecución de convenios colectivos profesionales capaces de satisfacer las necesidades de los ingenieros, ingenieros técnicos en informática y todos los informáticos de oficio, así como de sus homologados por la autoridad competente, de acuerdo con el trabajo desempeñado y la formación del trabajador.
- El establecimiento de unas garantías mínimas de ingresos y calidad en los servicios informáticos contratados, así como el establecimiento de precios mínimos por servicios.

## Comisión Directiva
| Puesto                                                | Nombre                                          |
| ----------------------------------------------------- | ----------------------------------------------- |
| Secretario General                                    | Julián Rousselot                                |
| Apoderado                                             | Enrique Rodríguez                               |
| Secretario de Organización                            | Sergio Villalba                                 |
| Secretario de Asuntos Laborales                       | Gastón Ferretti                                 |
| Secretario Tesorero, de Finanzas y Administración     | Claudio Suárez                                  |
| Vicesecretario Tesorero, de Finanzas y Administración | Pablo Musticchio                                |
| Secretaría de Acción Social                           | Analía Jayme Javier Antuña                      |
| Secretario de Capacitación, Cultura y Difusión        | Javier Antuña Mariano Gutiérrez Planas          |
| Secretario de Prensa y Difusión                       | Nicolás Frasson Marti                           |
| Vocales Titulares                                     | Germán Catarcio Emiliano Calderón Daniel Morelo |

## Proyectos

### IT CITY[7]
El círculo universitario informático es un proyecto en el que pueden participar todas las universidades que cuentan con carrera de sistemas.
La comisión directiva de SUTIRA está convencida de que en el país hay ventajas competitivas en lo que respecta a profesionales TI dado que en las distintas universidades llegan a adquirir conocimientos de calidad, que sumados a la cultura, y a otros factores antropológicos como la abundancia de talento y creatividad hacen que el desempeño como trabajadores del sector sea muy atractivo para las empresas, tanto locales como extranjeras. Desde hace tres años, la Argentina se posiciona sistemáticamente en el tercer puesto del célebre Gunn Report, la medición de creatividad más prestigiosa del mundo, por detrás de los EE. UU. e Inglaterra.[cita requerida]
Sobre esto podemos citar las palabras de Earl Anthony Wayne embajador de los Estados Unidos en Argentina:

Durante los diez meses que llevo en la Argentina me ha impresionado muchísimo la creatividad y el ingenio del pueblo argentino. Ya sea en ciencias, cultura o negocios, he visto continuas muestras de su espíritu inventivo. Existen innumerables ejemplos. Science Magazine acaba de publicar un gran avance científico de un grupo de argentinos, estadounidenses y otros colaboradores que descubrieron un mecanismo mediante el cual la proteína se activa con la luz y permite que la bacteria –la brucella– ataque en forma más virulenta a sus víctimas. Otro ejemplo notable de creatividad es el de un argentino que inventó un proceso y diseño de construcción futurista basado en tan sólo tubos de aluminio de 30 cm. que ha sido patentado en los Estados Unidos.

Los artistas, académicos y científicos argentinos han ganado con frecuencia las becas más prestigiosas del mundo, inclusive en mi país. En el año 2007, los argentinos ganaron 13 de las 35 becas otorgadas por la Fundación Guggenheim a ciudadanos y residentes de Latinoamérica y el Caribe por su «excepcional capacidad para becas productivas o sus excepcionales habilidades creativas en las artes». Durante los últimos diez años, la Fundación MacArthur ha otorgado seis de sus denominados Genius Awards a argentinos.
[cita requerida]

Estas palabras citadas nos confirman una vez más en la firme certeza de que la Argentina cuenta con los recursos humanos necesarios para ser un polo de tecnología de avanzada en los próximos diez años.
Si bien somos consientes de la calidad de nuestros profesionales sabemos que no llegamos a cubrir la demanda creciente que requiere el sector. Es necesario en los próximos años confluir y focalizar los esfuerzos de los sectores público y privado para generar un desarrollo progresivo y sostenido del sector de las tecnologías de la información tanto en lo que se refiere a la promoción de carreras universitarias relacionadas como a la investigación tecnológica.
Por tal motivo SUTIRA está impulsando IT City con el objetivo de poder satisfacer la necesidad del mercado de obtener profesionales altamente capacitados y posicionar a la argentina como un centro de desarrollo de software para el mundo, especialmente Estados Unidos y Europa.
IT City consiste en
- Centro Universitario de capacitación e investigación (CUCI)
- Residencia Universitaria
- Parque deportivo
- Empresas de tecnologías de la información y comunicación (TICs)
- Los parques tecnológicos son modelos para capitalizar el conocimiento en desarrollo regional y nacional, son instrumentos eficaces en la transferencia de tecnología, creación y atracción de empresas con alto valor agregado. Con el fin de albergar a las pequeñas y medianas empresas para desarrollos de tecnologías y de fomentar la innovación y el desarrollo tecnológico de las PyME SUTIRA está impulsando la creación de IT City.

Finalidad
El objetivo principal del Parque Tecnológico es posicionar a la Argentina como la capital sudamericana de la tecnología.
Medios
Promocionar las carreras universitarias vinculadas a las tecnologías de la información y comunicación y a las empresas de dicho sector en Sudamérica.
Características
IT City será un centro de promoción y desarrollo de tecnología, innovación y conocimiento, que concentre empresas de tecnologías de la información y comunicación (TICs), software y profesionales de alto valor agregado. De este modo se pretende acercar la universidad, la investigación y la industria para fomentar el desarrollo de soluciones locales e internacionales con tecnología de punta, tanto ofreciendo nuevos profesionales a las industrias, como generando fuentes de trabajo para el capital humano egresado de las entidades educativas.
Beneficios
El Parque contará con una serie de beneficios y exenciones para las empresas que allí se radiquen, además de la ventaja que implica la concentración geográfica de recursos y el aprovechamiento de economías de escala.
Descentralizar a Buenos Aires:
Otro de los objetivos que tiene el Parque tecnológico con esta iniciativa es descentralizar a Buenos Aires, especialmente la capital, como centro de preferencia para el desarrollo de la tecnología, en especial del software. Se busca de esta manera desarrollar con una visión más equitativa y democrática, una estrategia regional que canalice las potencialidades de la región sur logrando una mayor reindustrialización en la misma.
El resultado del último censo, indica que el 70 % de la población vive en el 2 % del territorio, esto pone a las claras la necesidad de encarar políticas que lleven a tener un territorio mucho más equilibrado, corrigiendo las asimetrías desde el punto de vista demográfico y productivo.
Se encuentran dadas en la actualidad todas las condiciones para que hagamos un gran trabajo con resultados contundentes en ese sentido. Por eso está todo el equipo de SUTIRA comprometido con este Proyecto.
El terreno para el proyecto se encuentra en: 
Mapa
A 40 minutos de la Capital Federal
50 hectáreas de tierras fértiles con servicios y construcciones
Ubicados en Caning, entre Ezeiza y San Vicente

### InCubit
Incubadora de Proyectos y Emprendimientos en TI de SUTIRA
IncuBIT es un espacio destinado al emprendedurismo y la innovación que fomenta la creación, fortalecimiento y aceleración de iniciativas de negocios con base en tecnologías de la información (TI).
El sector de TI es un ambiente propicio para el surgimiento de ideas innovadoras con alto potencial, pero frecuentemente, por falta de acceso al capital, infraestructura o asesoramiento en áreas estratégicas, muchas de estas ideas o proyectos no logran transformarse en emprendimientos productivos comerciales capaz de auto sostenerse.
Incubit nace como una iniciativa del Sindicato, con el objetivo de incentivar el espíritu emprendedor de los trabajadores de informática de Argentina, e impulsar el desarrollo de proyectos y nuevas empresas de TI que generen empleo de calidad, y contribuyan al desarrollo social y económico de Argentina.
Misión
Apoyar la creación de emprendimientos productivos innovadores, responsables socialmente y capaces de auto sostenerse, que generen empleo de calidad y valor para la sociedad, apuntalándose como un modelo de inspiración y de espíritu emprendedor.
Desde SUTIRA están convencidos de que la creación de nuevas empresas de base tecnológica constituye uno de los caminos para el desarrollo social y económico de Argentina.